# Сексуальные позиции
Разнообразные позиции для совокупления описаны во многих источниках различных культур, начиная с древних времён и до наших дней.
Все парные гетеросексуальные позиции могут быть условно объединены в несколько групп: мужчина сверху, женщина сверху, мужчина сзади, крестообразные позиции, боковые позиции, позиции сидя и стоя, а также смешанные позиции, например позиция «лодочка», и атлетические позиции, требующие дополнительной ловкости и отчасти специальной физической подготовки.
В любой из позиций может быть активна как женщина, так и мужчина.

## История

### Россия
Как отмечает Игорь Кон в своей работе «Сексуальная культура в России: клубничка на берёзке», сексуальные позиции в Древней Руси после прихода туда христианства и искоренения язычества, тщательно регламентировались нормами покаянных книг (пенитенциалиев). Так, «единственной „правильной“ позицией была так называемая миссионерская». Отмечается, что данная позиция называлась «на коне», она подчёркивала господство мужчины над женщиной в постели, как и в общественной жизни. Напротив, пишет Игорь Кон, «позиция „женщина сверху“ считалась, как и на Западе, „великим грехом“, вызовом „образу Божию“ и наказывалась длительным, от трёх до десяти лет, покаянием с многочисленными ежедневными земными поклонами». Запрещена была также и позиция на коленях, так как воспроизводила поведение животных или гомосексуальный акт («скотский блуд» и «содомский грех с женою»). Минимальное покаяние за этот грех, пишет Игорь Кон, составляло шестьсот земных поклонов, максимальное — отлучение от церкви. При этом принимались во внимание конкретные обстоятельства: как часто практиковалась греховная позиция, кто был её инициатором, участвовала ли жена добровольно или по принуждению мужа (молодым парам, до 30 лет, обычно делалось снисхождение, старшие наказывались суровее).

## Группы позиций в парном сексе
- Мужчина (активный партнёр) сверху
  - Миссионерская
  - Гусарская — с закинутыми вверх ногами пассивного партнёра
- Стоя
- Женщина сверху
- На боку
  - Ложки
- Сидя
- Поза на коленях (На коленях)
- Поза 69

## Позиции вгрупповом сексе
- Позиция «сэндвич» (женщина между двумя мужчинами)
- Двойное проникновение